# Code de la sécurité sociale (France)
Pour les articles homonymes, voir Code de la sécurité sociale et CSS.
Lire en ligne

« Code de la sécurité sociale », sur Légifrance

Le Code de la sécurité sociale français est un recueil d'articles législatifs ou réglementaires, ayant pour fonction de déterminer le financement, l'organisation, le fonctionnement et le régime juridique général de la Sécurité sociale.

## Code de 1956
Un premier code est publié par un décret de 1956.
Son plan est :
- livre Ier : organisation de la sécurité sociale (articles 1er à 189),
- livre II : contentieux général de la sécurité social (articles 190 à 239),
- livre III : assurances sociales (articles 240 à 413),
- livre IV : accidents du travail et maladies professionnelles (articles 414 à 509),
- livre V : prestations familiales (articles 510 à 564),
- livre VI : régimes divers (articles 565 à 613),
- livre VII : allocations aux vieux travailleurs salariés et allocations aux mères de famille (articles 614 à 642),
- livre VIII : allocation vieillesse des non-salariés (articles 643 à 683),
- livre IX : fonds national de solidarité (articles 684 à 711),
- livre X : contrôle de la Cour des comptes (articles 712 et 713),
- livre XI : législation applicable dans les départements d’Outre-mer (articles 714 à 767).

## Code actuel
Le code actuel date de 1985. Le livre 9 est ajouté par la loi du 8 août 1994 relative à la protection sociale complémentaire des salariés et portant transposition des directives des 18 juin et 10 novembre 1992 du Conseil des communautés européennes.
Son plan est :
- livre 1 : Généralités - Dispositions communes à tout ou partie des régimes de base (Articles L111-1 à L184-1)
- livre 2 : Organisation du régime général, action de prévention, action sanitaire et sociale des caisses (Articles L200-1 à L283-1)
- livre 3 : Dispositions relatives aux assurances sociales et à diverses catégories de personnes rattachées au régime général (Articles L311-1 à L383-1)
- livre 4 : Accidents du travail et maladies professionnelles (Dispositions propres et dispositions communes avec d'autres branches) (Articles L411-1 à L491-7)
- livre 5 : Prestations familiales et prestations assimilées (Articles L511-1 à L584-1)
- livre 6 : Dispositions applicables aux travailleurs indépendants (Articles L611-1 à L671-1)
- livre 7 : Régimes divers - Dispositions diverses (Articles L711-1 à L767-2)
- livre 8 : Allocations aux personnes âgées - Allocation aux adultes handicapés - Aides à l'emploi pour la garde des jeunes enfants - Aides aux collectivités et organismes logeant à titre temporaire des personnes défavorisées ou gérant des aires d'accueil des gens du voyage - Protection complémentaire en matière de santé (Articles L815-1 à L871-1)
- livre 9 : Dispositions relatives à la protection sociale complémentaire et supplémentaire des salariés et non salariés et aux institutions à caractère paritaire (Articles L911-1 à L961-5)